# خس لبني
الخس اللبني[بحاجة لمصدر] أو سيسَرْبيتَة مُلْجَدْيومِيَّة (باللاتينية: Lactuca mulgedioides) نوع نباتي عشبي يتبع جنس الخس من الفصيلة النجمية.

## الموئل والانتشار
هو نبات أصيل في بلاد الشام وتركيا.

## مرادفات للاسم العلمي
- (باللاتينية: Lactucopsis mulgedioides)
- (باللاتينية: Cicerbita mulgedioides)
- (باللاتينية: Lactuca cataonica)
- (باللاتينية: Lactuca seticuspis)